# Liste de sondages sur l'élection présidentielle française de 2007
Cette page dresse la liste des sondages d'opinions relatifs à l'élection présidentielle française de 2007.

## Sondages concernant le premier tour

### 2007

#### Avril
| Sondeur             | Date      | Arlette Laguiller      | Olivier Besancenot       | Marie-George Buffet       | Gérard Schivardi      | Ségolène Royal      | José Bové       | Dominique Voynet      | François Bayrou       | Nicolas Sarkozy       | Philippe de Villiers       | Frédéric Nihous        | Jean-Marie Le Pen      |
| Sondeur             | Date      | Arlette Laguiller (LO) | Olivier Besancenot (LCR) | Marie-George Buffet (PCF) | Gérard Schivardi (PT) | Ségolène Royal (PS) | José Bové (DVG) | Dominique Voynet (LV) | François Bayrou (UDF) | Nicolas Sarkozy (UMP) | Philippe de Villiers (MPF) | Frédéric Nihous (CPNT) | Jean-Marie Le Pen (FN) |
| ------------------- | --------- | ---------------------- | ------------------------ | ------------------------- | --------------------- | ------------------- | --------------- | --------------------- | --------------------- | --------------------- | -------------------------- | ---------------------- | ---------------------- |
| Sondeur             | Date      |                        |                          |                           |                       |                     |                 |                       |                       |                       |                            |                        |                        |
| Résultats officiels | 22 avril  | 1,33 %                 | 4,08 %                   | 1,93 %                    | 0,34 %                | 25,87 %             | 1,32 %          | 1,57 %                | 18,57 %               | 31,18 %               | 2,23 %                     | 1,15 %                 | 10,44 %                |
| Ipsos               | 20 avril  | 1,5 %                  | 4 %                      | 2,5 %                     | 0,5 %                 | 23 %                | 1,5 %           | 1,5 %                 | 18 %                  | 30 %                  | 2,5 %                      | 2 %                    | 13 %                   |
| BVA                 | 19 avril  | 2 %                    | 5 %                      | 3 %                       | 1 %                   | 25 %                | 2 %             | 1 %                   | 15 %                  | 29 %                  | 3 %                        | 1 %                    | 13 %                   |
| Sofres              | 19 avril  | 1,5 %                  | 5 %                      | 2,5 %                     | -                     | 24 %                | 1,5 %           | 1 %                   | 19,5 %                | 28 %                  | 1,5 %                      | 1,5 %                  | 14 %                   |
| CSA                 | 19 avril  | 1 %                    | 5 %                      | 1,5 %                     | -                     | 26 %                | 3 %             | 1,5 %                 | 17 %                  | 27 %                  | 1 %                        | 1 %                    | 16 %                   |
| Sofres              | 18 avril  | 1,5 %                  | 3,5 %                    | 2,5 %                     | -                     | 25 %                | 1 %             | 1,5 %                 | 19 %                  | 28,5 %                | 1,5 %                      | 1,5 %                  | 14 %                   |
| Ifop                | 18 avril  | 2 %                    | 4 %                      | 3 %                       | 0,5 %                 | 22,5 %              | 1,5 %           | 1,5 %                 | 20 %                  | 28 %                  | 2,5 %                      | 1.5 %                  | 13 %                   |
| CSA                 | 17 avril  | 1 %                    | 4 %                      | 2 %                       | -                     | 25 %                | 1,5 %           | 2 %                   | 19 %                  | 27 %                  | 1,5 %                      | 1,5 %                  | 15,5 %                 |
| LH2                 | 16 avril  | 2,5 %                  | 5 %                      | 2,5 %                     | 0,5 %                 | 23 %                | 1,5 %           | 2 %                   | 19 %                  | 27 %                  | 1,5 %                      | 1,5 %                  | 14 %                   |
| Ipsos               | 15 avril  | 1,5 %                  | 3,5 %                    | 3 %                       | 0,5 %                 | 25 %                | 2 %             | 1 %                   | 17,5 %                | 29,5 %                | 1,5 %                      | 1,5 %                  | 13,5 %                 |
| Ifop                | 15 avril  | 2 %                    | 4 %                      | 3 %                       | 0,5 %                 | 24 %                | 2 %             | 1 %                   | 18 %                  | 28,5 %                | 2 %                        | 2 %                    | 13 %                   |
| CSA                 | 14 avril  | 2 %                    | 4 %                      | 2,5 %                     | 0,5 %                 | 23 %                | 1,5 %           | 1 %                   | 21 %                  | 26 %                  | 1,5 %                      | 2 %                    | 15 %                   |
| Sofres              | 13 avril  | 2,5 %                  | 4 %                      | 2,5 %                     | -                     | 26 %                | 2 %             | 1,5 %                 | 17 %                  | 30 %                  | 1 %                        | 1,5 %                  | 12 %                   |
| BVA                 | 12 avril  | 2 %                    | 3,5 %                    | 3 %                       | 0,5 %                 | 24 %                | 2 %             | 1 %                   | 18 %                  | 28 %                  | 2 %                        | 2 %                    | 14 %                   |
| CSA                 | 12 avril  | 2 %                    | 3,5 %                    | 2 %                       | 0,5 %                 | 25 %                | 2 %             | 1,5 %                 | 19 %                  | 27 %                  | 1 %                        | 1,5 %                  | 15 %                   |
| Ipsos               | 12 avril  | 2 %                    | 3,5 %                    | 2 %                       | 1,5 %                 | 24 %                | 2 %             | 1,5 %                 | 19 %                  | 29,5 %                | 1 %                        | 1,5 %                  | 14 %                   |
| LH2                 | 9 avril   | 1,5 %                  | 4 %                      | 2,5 %                     | 0,5 %                 | 24 %                | 2 %             | 2 %                   | 18 %                  | 28 %                  | 1,5 %                      | 1 %                    | 15 %                   |
| Ifop                | 8 avril   | 2 %                    | 4,5 %                    | 2,5 %                     | 0,5 %                 | 22 %                | 2 %             | 1,5 %                 | 20 %                  | 29,5 %                | 1 %                        | 1,5 %                  | 14 %                   |
| Ipsos               | 8 avril   | 2 %                    | 5 %                      | 2,5 %                     | 0,5 %                 | 22,5 %              | 1,5 %           | 1 %                   | 19,5 %                | 30,5 %                | 1 %                        | 1 %                    | 13 %                   |
| Sofres              | 6 avril   | 2,5 %                  | 4 %                      | 3 %                       | -                     | 23,5 %              | 2 %             | 1 %                   | 20 %                  | 28 %                  | 1,5 %                      | 1,5 %                  | 13 %                   |
| CSA                 | 5 avril   | 2 %                    | 3,5 %                    | 2 %                       | 0,5 %                 | 23,5 %              | 1,5 %           | 1,5 %                 | 21 %                  | 26 %                  | 1 %                        | 1,5 %                  | 16 %                   |
| BVA                 | 5 avril   | 3 %                    | 4 %                      | 2,5 %                     | 0,5 %                 | 24 %                | 2 %             | 1 %                   | 18 %                  | 29,5 %                | 2,5 %                      | 1 %                    | 12 %                   |
| Ifop                | 4 avril   | 2 %                    | 5 %                      | 2 %                       | 0,5 %                 | 23 %                | 2 %             | 1 %                   | 20 %                  | 27,5 %                | 1,5 %                      | 1,5 %                  | 14 %                   |
| Ipsos               | 3 avril   | 1,5 %                  | 4 %                      | 2 %                       | 0,5 %                 | 24 %                | 1 %             | 1 %                   | 19 %                  | 31,5 %                | 1 %                        | 1 %                    | 13,5 %                 |
| LH2                 | 2 avril   | 1 %                    | 5 %                      | 3 %                       | -                     | 26 %                | 2 %             | 1 %                   | 18 %                  | 29 %                  | 1 %                        | 1 %                    | 13 %                   |
| Sofres              | 2 avril   | 1 %                    | 3,5 %                    | 2,5 %                     | -                     | 27 %                | 2,5 %           | 1 %                   | 18 %                  | 30 %                  | 1 %                        | 1 %                    | 12 %                   |
| Ifop                | 1er avril | 2 %                    | 2,5 %                    | 1,5 %                     | 0,5 %                 | 23 %                | 1,5 %           | 1 %                   | 21 %                  | 28 %                  | 2,5 %                      | 1 %                    | 13,5 %                 |

#### Mars
| Sondeur | Date     | Arlette Laguiller      | Olivier Besancenot       | Marie-George Buffet       | Gérard Schivardi      | Ségolène Royal      | José Bové       | Dominique Voynet      | François Bayrou       | Nicolas Sarkozy       | Philippe de Villiers       | Frédéric Nihous        | Jean-Marie Le Pen      |
| Sondeur | Date     | Arlette Laguiller (LO) | Olivier Besancenot (LCR) | Marie-George Buffet (PCF) | Gérard Schivardi (PT) | Ségolène Royal (PS) | José Bové (DVG) | Dominique Voynet (LV) | François Bayrou (UDF) | Nicolas Sarkozy (UMP) | Philippe de Villiers (MPF) | Frédéric Nihous (CPNT) | Jean-Marie Le Pen (FN) |
| ------- | -------- | ---------------------- | ------------------------ | ------------------------- | --------------------- | ------------------- | --------------- | --------------------- | --------------------- | --------------------- | -------------------------- | ---------------------- | ---------------------- |
| Sondeur | Date     |                        |                          |                           |                       |                     |                 |                       |                       |                       |                            |                        |                        |
| Ipsos   | 29 mars  | 2 %                    | 4 %                      | 2,5 %                     | 0,5 %                 | 25 %                | 1,5 %           | 0,5 %                 | 17,5 %                | 31,5 %                | 1,5 %                      | 1,5 %                  | 12 %                   |
| BVA     | 29 mars  | 3 %                    | 4,5 %                    | 2 %                       | 0,5 %                 | 27 %                | 1 %             | 1 %                   | 20 %                  | 28 %                  | 1 %                        | 0,5 %                  | 12 %                   |
| CSA     | 29 mars  | 2 %                    | 3,5 %                    | 4 %                       | 0,5 %                 | 24,5 %              | 2 %             | 1 %                   | 19,5 %                | 26 %                  | 1,5 %                      | 1 %                    | 15 %                   |
| LH2     | 26 mars  | 2,5 %                  | 3 %                      | 2 %                       | 0,5 %                 | 27 %                | 1,5 %           | 1 %                   | 20 %                  | 27 %                  | 1,5 %                      | 2 %                    | 12 %                   |
| Ipsos   | 25 mars  | 2 %                    | 3 %                      | 2 %                       | 0,5 %                 | 25,5 %              | 1,5 %           | 1 %                   | 19 %                  | 30 %                  | 1 %                        | 1 %                    | 13,5 %                 |
| Ifop    | 25 mars  | 2 %                    | 3,5 %                    | 2 %                       | 0,5 %                 | 25 %                | 1 %             | 1 %                   | 22 %                  | 26 %                  | 2 %                        | 0,5 %                  | 14,5 %                 |
| Sofres  | 24 mars  | 2 %                    | 3,5 %                    | 2 %                       | -                     | 26,5 %              | 2,5 %           | 1 %                   | 21,5 %                | 38 %                  | 1 %                        | 1 %                    | 11 %                   |
| Ipsos   | 22 mars  | 1 %                    | 3 %                      | 1,5 %                     | 0,5 %                 | 25,5 %              | 2,5 %           | 1 %                   | 18,5 %                | 30,5 %                | 2 %                        | 0,5 %                  | 13 %                   |
| Ifop    | 22 mars  | 2 %                    | 4 %                      | 3 %                       | 0,5 %                 | 24 %                | 1,5 %           | 1 %                   | 21 %                  | 28 %                  | 1 %                        | 0,5 %                  | 14 %                   |
| BVA     | 22 mars  | 2 %                    | 4 %                      | 4 %                       | 0,5 %                 | 24 %                | 2 %             | 1 %                   | 17 %                  | 31 %                  | 1 %                        | 0,5 %                  | 13 %                   |
| CSA     | 21 mars  | 2 %                    | 3,5 %                    | 3 %                       | 0,5 %                 | 26 %                | 2 %             | 1 %                   | 21 %                  | 26 %                  | 1,5 %                      | 0,5 %                  | 13 %                   |
| LH2     | 19 mars  | 1 %                    | 2,5 %                    | 2 %                       | -                     | 26 %                | 1,5 %           | 1 %                   | 22 %                  | 29 %                  | 1,5 %                      | 1 %                    | 12,5 %                 |
| Ifop    | 18 mars  | 3 %                    | 3 %                      | 2 %                       | 0,5 %                 | 24 %                | 2 %             | 1,5 %                 | 22,5 %                | 26 %                  | 1,5 %                      | 0,5 %                  | 14 %                   |
| Sofres  | 17 mars  | 2 %                    | 2 %                      | 2,5 %                     | -                     | 24 %                | 2 %             | 1 %                   | 22 %                  | 31 %                  | 0,5 %                      | -                      | 12 %                   |
| BVA     | 17 mars  | 2 %                    | 3 %                      | 3 %                       | 0,5 %                 | 23 %                | 2 %             | 1 %                   | 21 %                  | 29 %                  | 2 %                        | 0,5 %                  | 13 %                   |
| Ipsos   | 15 mars  | 2 %                    | 3 %                      | 2,5 %                     | 0,5 %                 | 24 %                | 1,5 %           | 1 %                   | 23 %                  | 28,5 %                | 0,5 %                      | 0,5 %                  | 13,5 %                 |
| CSA     | 14 mars  | 2 %                    | 2 %                      | 2 %                       | 0,5 %                 | 26 %                | 2 %             | 1 %                   | 21 %                  | 27 %                  | 1,5 %                      | 0,5 %                  | 14 %                   |
| LH2     | 12 mars  | 2 %                    | 2 %                      | 2,5 %                     | -                     | 26 %                | 1,5 %           | 1 %                   | 22 %                  | 28 %                  | 1,5 %                      | -                      | 13,5 %                 |
| Sofres  | 12 mars  | 2,5 %                  | 4 %                      | 1,5 %                     | -                     | 25,5 %              | 1,5 %           | 1 %                   | 23 %                  | 27 %                  | 1,5 %                      | -                      | 12 %                   |
| Ipsos   | 11 mars  | 1,5 %                  | 2,5 %                    | 2 %                       | 0,5 %                 | 25,5 %              | 1 %             | 1,5 %                 | 21,5 %                | 31 %                  | 0,5 %                      | 0,5 %                  | 12,5 %                 |
| Ifop    | 9 mars   | 2 %                    | 2,5 %                    | 2 %                       | 0,5 %                 | 23 %                | 1,5 %           | 1 %                   | 23 %                  | 28 %                  | 1 %                        | 1 %                    | 13 %                   |
| Ipsos   | 8 mars   | 1 %                    | 2 %                      | 2 %                       | 0,5 %                 | 27 %                | 1,5 %           | 0,5 %                 | 19 %                  | 32,5 %                | 1 %                        | 0,5 %                  | 12,5 %                 |
| BVA     | 8 mars   | 3 %                    | 3 %                      | 3 %                       | -                     | 24 %                | 1 %             | 1 %                   | 21 %                  | 29 %                  | 1 %                        | 0,5 %                  | 13 %                   |
| CSA     | 7 mars   | 1 %                    | 2,5 %                    | 1 %                       | -                     | 25 %                | 3 %             | 1 %                   | 24 %                  | 26 %                  | 1 %                        | 0,5 %                  | 14 %                   |
| Ipsos   | 5 mars   | 1,5 %                  | 2,5 %                    | 2,5 %                     | 0,5 %                 | 25 %                | 1,5 %           | 1 %                   | 19 %                  | 32 %                  | 0,5 %                      | 0,5 %                  | 12,5 %                 |
| Sofres  | 5 mars   | 2 %                    | 3 %                      | 3,5 %                     | -                     | 25,5 %              | 2 %             | 1 %                   | 18,5 %                | 31 %                  | 1 %                        | -                      | 12 %                   |
| LH2     | 5 mars   | 2 %                    | 1,5 %                    | 2,5 %                     | -                     | 27 %                | 2 %             | 1 %                   | 20 %                  | 28 %                  | 1 %                        | 0,5 %                  | 14 %                   |
| BVA     | 1er mars | 2 %                    | 5 %                      | 3 %                       | -                     | 25 %                | 1 %             | 1 %                   | 17 %                  | 31 %                  | 1 %                        | -                      | 14 %                   |
| Ipsos   | 1er mars | 2 %                    | 2,5 %                    | 2 %                       | 0,5 %                 | 25 %                | 1,5 %           | 1,5 %                 | 18 %                  | 32 %                  | 1 %                        | 0,5 %                  | 12,5 %                 |

#### Février
| Sondeur | Date        | Arlette Laguiller      | Olivier Besancenot       | Marie-George Buffet       | Gérard Schivardi      | Ségolène Royal      | José Bové       | Dominique Voynet      | François Bayrou       | Nicolas Sarkozy       | Philippe de Villiers       | Frédéric Nihous        | Jean-Marie Le Pen      |
| Sondeur | Date        | Arlette Laguiller (LO) | Olivier Besancenot (LCR) | Marie-George Buffet (PCF) | Gérard Schivardi (PT) | Ségolène Royal (PS) | José Bové (DVG) | Dominique Voynet (LV) | François Bayrou (UDF) | Nicolas Sarkozy (UMP) | Philippe de Villiers (MPF) | Frédéric Nihous (CPNT) | Jean-Marie Le Pen (FN) |
| ------- | ----------- | ---------------------- | ------------------------ | ------------------------- | --------------------- | ------------------- | --------------- | --------------------- | --------------------- | --------------------- | -------------------------- | ---------------------- | ---------------------- |
| Sondeur | Date        |                        |                          |                           |                       |                     |                 |                       |                       |                       |                            |                        |                        |
| Ifop    | 27 février  | 2,5 %                  | 4 %                      | 2,5 %                     | 0,5 %                 | 25,5 %              | 2 %             | 0,5 %                 | 19 %                  | 29 %                  | 2 %                        | 0,5 %                  | 12 %                   |
| LH2     | 26 février  | 2 %                    | 3,5 %                    | 2,5 %                     | -                     | 27 %                | 1 %             | 1 %                   | 17 %                  | 30 %                  | 1 %                        | -                      | 13 %                   |
| Ipsos   | 26 février  | 3 %                    | 1 %                      | 2 %                       | 0,5 %                 | 26 %                | 2 %             | 1 %                   | 17,5 %                | 31 %                  | 1,5 %                      | 0,5 %                  | 13 %                   |
| Ifop    | 26 février  | 2,5 %                  | 3 %                      | 2,5 %                     | 0,5 %                 | 28 %                | 2 %             | 2 %                   | 17 %                  | 28 %                  | 2 %                        | -                      | 11,5 %                 |
| CSA     | 21 février  | 1 %                    | 2,5 %                    | 2 %                       | -                     | 29 %                | 2 %             | 1 %                   | 17 %                  | 28 %                  | 2 %                        | 0,5 %                  | 14 %                   |
| BVA     | 21 février  | 3 %                    | 3 %                      | 4 %                       | -                     | 26 %                | 2 %             | 1 %                   | 15 %                  | 33 %                  | 3 %                        | -                      | 10 %                   |
| CSA     | 21 février  | 1 %                    | 2 %                      | 2,5 %                     | -                     | 29 %                | 2 %             | 1 %                   | 17 %                  | 29 %                  | 1 %                        | 0,5 %                  | 14 %                   |
| LH2     | 19 février  | 2 %                    | 3,5 %                    | 3,5 %                     | -                     | 25 %                | 2,5 %           | 1 %                   | 14 %                  | 33 %                  | 2,5 %                      | -                      | 13 %                   |
| Ifop    | 19 février  | 2 %                    | 4 %                      | 2 %                       | 0,5 %                 | 25,5 %              | 2 %             | 1,5 %                 | 11 %                  | 32,5 %                | 2,5 %                      | -                      | 16 %                   |
| Ipsos   | 19 février  | 1,5 %                  | 4 %                      | 2,5 %                     | 0,5 %                 | 23 %                | 2 %             | 1 %                   | 16 %                  | 33 %                  | 1,5 %                      | 1 %                    | 13 %                   |
| CSA     | 17 février  | 1 %                    | 3 %                      | 2 %                       | -                     | 27 %                | 2 %             | 1 %                   | 13 %                  | 33 %                  | 2 %                        | 1 %                    | 14 %                   |
| Sofres  | 17 février  | 2 %                    | 3,5 %                    | 2,5 %                     | -                     | 26 %                | 3 %             | 1 %                   | 12 %                  | 33 %                  | 2,5 %                      | -                      | 13 %                   |
| Ipsos   | 17 février  | 1,5 %                  | 4 %                      | 2,5 %                     | 0,5 %                 | 23 %                | 2 %             | 1 %                   | 16 %                  | 33 %                  | 1,5 %                      | 1 %                    | 13 %                   |
| CSA     | 15 février  | 1 %                    | 4 %                      | 2 %                       | -                     | 26 %                | 3 %             | 1 %                   | 12 %                  | 33 %                  | 2 %                        | 1 %                    | 14 %                   |
| BVA     | 14 février  | 2 %                    | 3 %                      | 3 %                       | -                     | 29 %                | 2 %             | 1 %                   | 14 %                  | 35 %                  | 2 %                        | -                      | 10 %                   |
| Ipsos   | 12 février  | 2 %                    | 2,5 %                    | 2 %                       | -                     | 27 %                | 2 %             | 1 %                   | 14 %                  | 34 %                  | 1 %                        | 0,5 %                  | 13 %                   |
| Ifop    | 12 février  | 2,5 %                  | 3 %                      | 2 %                       | 0,5 %                 | 26 %                | 3 %             | 2 %                   | 14 %                  | 33,5 %                | 1,5 %                      | -                      | 10 %                   |
| LH2     | 10 février  | 3 %                    | 3 %                      | 3 %                       | -                     | 27 %                | 2 %             | 2 %                   | 13 %                  | 31 %                  | 2,5 %                      | 1 %                    | 12 %                   |
| Ipsos   | 10 février  | 2 %                    | 3 %                      | 3 %                       | -                     | 25 %                | 2 %             | 2 %                   | 13 %                  | 36 %                  | 1 %                        | 1 %                    | 11 %                   |
| Sofres  | 9 février   | 3 %                    | 3 %                      | 2 %                       | -                     | 26 %                | 3,5 %           | 1 %                   | 14 %                  | 33 %                  | 1 %                        | -                      | 13 %                   |
| BVA     | 8 février   | 3 %                    | 2 %                      | 2 %                       | -                     | 26 %                | 3 %             | 1 %                   | 14 %                  | 34 %                  | 2 %                        | -                      | 12 %                   |
| Ipsos   | 5 février   | 1,5 %                  | 2,5 %                    | 2,5 %                     | -                     | 27 %                | 2,5 %           | 2,5 %                 | 13 %                  | 34 %                  | 1 %                        | 1 %                    | 11 %                   |
| LH2     | 3 février   | 3 %                    | 3 %                      | 3 %                       | -                     | 27 %                | 2,5 %           | 2 %                   | 13 %                  | 33 %                  | 3 %                        | 1 %                    | 9 %                    |
| Sofres  | 1er février | 3 %                    | 2,5 %                    | 2,5 %                     | -                     | 26 %                | 4 %             | 1,5 %                 | 12,5 %                | 32 %                  | 2 %                        | 0,5 %                  | 13 %                   |

#### Janvier
| Sondeur | Date       | Arlette Laguiller      | Olivier Besancenot       | Marie-George Buffet       | Gérard Schivardi      | Ségolène Royal      | José Bové       | Nicolas Hulot      | Dominique Voynet      | François Bayrou       | Nicolas Sarkozy       | Philippe de Villiers       | Frédéric Nihous        | Jean-Marie Le Pen      |
| Sondeur | Date       | Arlette Laguiller (LO) | Olivier Besancenot (LCR) | Marie-George Buffet (PCF) | Gérard Schivardi (PT) | Ségolène Royal (PS) | José Bové (DVG) | Nicolas Hulot (SE) | Dominique Voynet (LV) | François Bayrou (UDF) | Nicolas Sarkozy (UMP) | Philippe de Villiers (MPF) | Frédéric Nihous (CPNT) | Jean-Marie Le Pen (FN) |
| ------- | ---------- | ---------------------- | ------------------------ | ------------------------- | --------------------- | ------------------- | --------------- | ------------------ | --------------------- | --------------------- | --------------------- | -------------------------- | ---------------------- | ---------------------- |
| Sondeur | Date       |                        |                          |                           |                       |                     |                 |                    |                       |                       |                       |                            |                        |                        |
| CSA     | 31 janvier | 2 %                    | 2 %                      | 3 %                       | 0,5 %                 | 27 %                | 1 %             | -                  | 2 %                   | 12 %                  | 31 %                  | 1 %                        | 1 %                    | 16 %                   |
| Ipsos   | 29 janvier | 2,5 %                  | 3,5 %                    | 3,5 %                     | -                     | 26 %                | 1 %             | -                  | 2 %                   | 11 %                  | 35 %                  | 2 %                        | 1 %                    | 11 %                   |
| LH2     | 29 janvier | 2 %                    | 2 %                      | 5 %                       | -                     | 29 %                | 2 %             | -                  | 2 %                   | 14 %                  | 31 %                  | 2 %                        | 0,5 %                  | 10 %                   |
| Ifop    | 25 janvier | 3 %                    | 3,5 %                    | 3 %                       | 0,5 %                 | 27,5 %              | 3 %             | -                  | 2 %                   | 11 %                  | 31 %                  | 1 %                        | 0,5 %                  | 13 %                   |
| Ipsos   | 22 janvier | 2 %                    | 3,5 %                    | 3,5 %                     | -                     | 29 %                | -               | -                  | 2 %                   | 11 %                  | 32 %                  | 3 %                        | 1 %                    | 13 %                   |
| Ifop    | 19 janvier | 3 %                    | 4 %                      | 3 %                       | 0,5 %                 | 28 %                | -               | -                  | 3 %                   | 12,5 %                | 32,5 %                | 2 %                        | 1 %                    | 11 %                   |
| Sofres  | 18 janvier | 2 %                    | 3 %                      | 3 %                       | -                     | 31 %                | -               | -                  | 2 %                   | 9 %                   | 35 %                  | 1 %                        | <0,5 %                 | 13 %                   |
| CSA     | 17 janvier | 3 %                    | 4 %                      | 3 %                       | 0,5 %                 | 29 %                | -               | -                  | 2 %                   | 9 %                   | 30 %                  | 3 %                        | 0,5 %                  | 15 %                   |
| Ifop    | 15 janvier | 3 %                    | 3,5 %                    | 3 %                       | 0,5 %                 | 28 %                | -               | -                  | 2 %                   | 12 %                  | 33 %                  | 3 %                        | 1 %                    | 10 %                   |
| Ipsos   | 9 janvier  | 1,5 %                  | 3 %                      | 3%                        | -                     | 32 %                | -               | -                  | 1,5 %                 | 10 %                  | 33 %                  | 2,5 %                      | 1,5 %                  | 12 %                   |
| Ifop    | 7 janvier  | 3 %                    | 3 %                      | 3 %                       | 0,5 %                 | 27 %                | -               | 11 %               | 2 %                   | 10 %                  | 25 %                  | 2 %                        | 0,5 %                  | 12 %                   |
| CSA     | 3 janvier  | 3 %                    | 2 %                      | 5 %                       | -                     | 34 %                | -               | -                  | 1 %                   | 6 %                   | 32 %                  | 2 %                        | -                      | 15 %                   |
| Ifop    | 2 janvier  | 4 %                    | 4 %                      | 2 %                       | -                     | 31 %                | -               | -                  | 2 %                   | 9 %                   | 32 %                  | 2 %                        | -                      | 13 %                   |

### 2006
| Sondeur | Date         | Arlette Laguiller      | Olivier Besancenot       | Marie-George Buffet       | Ségolène Royal      | Dominique Voynet      | François Bayrou       | Nicolas Sarkozy       | Philippe de Villiers       | Frédéric Nihous        | Jean-Marie Le Pen      |
| Sondeur | Date         | Arlette Laguiller (LO) | Olivier Besancenot (LCR) | Marie-George Buffet (PCF) | Ségolène Royal (PS) | Dominique Voynet (LV) | François Bayrou (UDF) | Nicolas Sarkozy (UMP) | Philippe de Villiers (MPF) | Frédéric Nihous (CPNT) | Jean-Marie Le Pen (FN) |
| ------- | ------------ | ---------------------- | ------------------------ | ------------------------- | ------------------- | --------------------- | --------------------- | --------------------- | -------------------------- | ---------------------- | ---------------------- |
| Sondeur | Date         |                        |                          |                           |                     |                       |                       |                       |                            |                        |                        |
| CSA     | 13 décembre  | 3 %                    | 4 %                      | 3 %                       | 31 %                | 2 %                   | 8 %                   | 30 %                  | 3 %                        | -                      | 16 %                   |
| Ipsos   | 11 décembre  | 2 %                    | 4 %                      | 2 %                       | 32 %                | 1,5 %                 | 9 %                   | 34 %                  | 2 %                        | 1 %                    | 11,5 %                 |
| Sofres  | 6 décembre   | 3,5 %                  | 3,5 %                    | 2 %                       | 33 %                | 2 %                   | 8 %                   | 33 %                  | 2 %                        | -                      | 11,5 %                 |
| Ipsos   | 1er décembre | 2 %                    | 3 %                      | 3 %                       | 31 %                | 1,5 %                 | 8 %                   | 35 %                  | 2,5 %                      | 0,5 %                  | 12,5 %                 |
| Ifop    | 30 novembre  | 2 %                    | 4 %                      | 3 %                       | 31 %                | 4 %                   | 11 %                  | 30 %                  | 2 %                        | -                      | 12 %                   |
| CSA     | 21 novembre  | 3 %                    | 5 %                      | 3 %                       | 32 %                | 2 %                   | 6 %                   | 29 %                  | 2 %                        | -                      | 17 %                   |
| Ifop    | 18 novembre  | 3 %                    | 5 %                      | 4 %                       | 29 %                | 2 %                   | 11 %                  | 29 %                  | 2 %                        | -                      | 11 %                   |
| Ipsos   | 13 novembre  | 3 %                    | 4 %                      | 3 %                       | 30 %                | 2 %                   | 8 %                   | 34 %                  | 4 %                        | 0,5 %                  | 10 %                   |
| Sofres  | 11 novembre  | 2,5 %                  | 4 %                      | 2 %                       | 34 %                | 1,5 %                 | 7 %                   | 34 %                  | 2 %                        | -                      | 13 %                   |
| CSA     | 8 novembre   | 3 %                    | 4 %                      | 4 %                       | 29 %                | 3 %                   | 7 %                   | 30 %                  | 2 %                        | -                      | 15 %                   |
| CSA     | 18 octobre   | 4 %                    | 4 %                      | 3 %                       | 32 %                | 2 %                   | 7 %                   | 31 %                  | 2 %                        | -                      | 15 %                   |
| Sofres  | 13 octobre   | 3 %                    | 4 %                      | 2 %                       | 34 %                | 1 %                   | 7 %                   | 36 %                  | 2 %                        | -                      | 11 %                   |
| Ifop    | 13 octobre   | 2 %                    | 5 %                      | 4 %                       | 26 %                | 2 %                   | 12 %                  | 32 %                  | 4 %                        | -                      | 13 %                   |
| Sofres  | 5 octobre    | 3 %                    | 5 %                      | 3 %                       | 29,5 %              | 2 %                   | 7 %                   | 38 %                  | 3 %                        | -                      | 9,5 %                  |

### 2005
| Sondeur | Date          | Arlette Laguiller      | Olivier Besancenot       | Marie-George Buffet       | Laurent Fabius      | Jack Lang      | François Hollande      | Noël Mamère      | François Bayrou       | Nicolas Sarkozy       | Philippe de Villiers       | Jean-Marie Le Pen      |
| Sondeur | Date          | Arlette Laguiller (LO) | Olivier Besancenot (LCR) | Marie-George Buffet (PCF) | Laurent Fabius (PS) | Jack Lang (PS) | François Hollande (PS) | Noël Mamère (LV) | François Bayrou (UDF) | Nicolas Sarkozy (UMP) | Philippe de Villiers (MPF) | Jean-Marie Le Pen (FN) |
| ------- | ------------- | ---------------------- | ------------------------ | ------------------------- | ------------------- | -------------- | ---------------------- | ---------------- | --------------------- | --------------------- | -------------------------- | ---------------------- |
| Sondeur | Date          |                        |                          |                           |                     |                |                        |                  |                       |                       |                            |                        |
| Ifop    | 20-21 janvier | 5 %                    | 4 %                      | 5 %                       | 18 %                | -              | -                      | 10 %             | 9 %                   | 34 %                  | 3 %                        | 12 %                   |
| Ifop    | 20-21 janvier | 5 %                    | 5 %                      | 5 %                       | -                   | 19 %           | -                      | 8 %              | 9 %                   | 33 %                  | 3 %                        | 13 %                   |
| Ifop    | 20-21 janvier | 5 %                    | 4 %                      | 4 %                       | -                   | -              | 25 %                   | 7 %              | 8 %                   | 32 %                  | 3 %                        | 12 %                   |

## Sondages concernant le second tour

### Sarkozy — Royal

#### 2007
| Sondeur             | Date             |                 |                |
| Sondeur             | Date             | Nicolas Sarkozy | Ségolène Royal |
| ------------------- | ---------------- | --------------- | -------------- |
| Sondeur             | Date             |                 |                |
| Résultats officiels | 6 mai            | 53,06 %         | 46,94 %        |
| Sofres              | 4 mai 2007       | 54,5 %          | 45,5 %         |
| Ipsos               | 4 mai 2007       | 54 %            | 46 %           |
| Ifop                | 4 mai 2007       | 53 %            | 47 %           |
| CSA                 | 3 mai 2007       | 53 %            | 47 %           |
| Ipsos               | 2 mai 2007       | 53,5 %          | 46,5 %         |
| Ifop                | 1er mai 2007     | 53 %            | 47 %           |
| BVA                 | 30 avril 2007    | 52 %            | 48 %           |
| Sofres              | 28 avril 2007    | 52 %            | 48 %           |
| Ipsos               | 28 avril 2007    | 52,5 %          | 47,5 %         |
| Ifop                | 28 avril 2007    | 52,5 %          | 47,5 %         |
| Sofres              | 26 avril 2007    | 51 %            | 49 %           |
| Ifop                | 26 avril 2007    | 53 %            | 47 %           |
| BVA                 | 25 avril 2007    | 53 %            | 47 %           |
| CSA                 | 25 avril 2007    | 52 %            | 48 %           |
| LH2                 | 23 avril 2007    | 54 %            | 46 %           |
| BVA                 | 23 avril 2007    | 52 %            | 48 %           |
| Ipsos               | 23 avril 2007    | 54 %            | 46 %           |
| CSA                 | 23 avril 2007    | 53,5 %          | 46,5 %         |
| Ipsos               | 20 avril 2007    | 53,5 %          | 46,5 %         |
| Sofres              | 19 avril 2007    | 53 %            | 47 %           |
| BVA                 | 19 avril 2007    | 53 %            | 47 %           |
| Ifop                | 18 avril 2007    | 53 %            | 47 %           |
| Sofres              | 18 avril 2007    | 51 %            | 49 %           |
| CSA                 | 17 avril 2007    | 50 %            | 50 %           |
| LH2                 | 16 avril 2007    | 51 %            | 49 %           |
| Ipsos               | 15 avril 2007    | 53 %            | 47 %           |
| Ifop                | 15 avril 2007    | 53 %            | 47 %           |
| CSA                 | 14 avril 2007    | 51 %            | 49 %           |
| Sofres              | 13 avril 2007    | 52 %            | 48 %           |
| CSA                 | 12 avril 2007    | 53 %            | 47 %           |
| BVA                 | 12 avril 2007    | 55 %            | 45 %           |
| Ipsos               | 12 avril 2007    | 53,5 %          | 46,5 %         |
| LH2                 | 9 avril 2007     | 52 %            | 48 %           |
| Ifop                | 8 avril 2007     | 54 %            | 46 %           |
| Ipsos               | 8 avril 2007     | 54 %            | 46 %           |
| Sofres              | 6 avril 2007     | 54 %            | 46 %           |
| BVA                 | 5 avril 2007     | 54 %            | 46 %           |
| CSA                 | 5 avril 2007     | 53 %            | 47 %           |
| Ifop                | 4 avril 2007     | 52 %            | 48 %           |
| Ipsos               | 3 avril 2007     | 54 %            | 46 %           |
| Sofres              | 2 avril 2007     | 52 %            | 48 %           |
| LH2                 | 2 avril 2007     | 51 %            | 49 %           |
| Ifop                | 1er avril 2007   | 54 %            | 46 %           |
| CSA                 | 29 mars 2007     | 52 %            | 48 %           |
| BVA                 | 29 mars 2007     | 51 %            | 49 %           |
| Ipsos               | 29 mars 2007     | 53,5 %          | 46,5 %         |
| LH2                 | 26 mars 2007     | 51 %            | 49 %           |
| Ifop                | 25 mars 2007     | 52 %            | 48 %           |
| Ipsos               | 25 mars 2007     | 53 %            | 47 %           |
| Sofres              | 24 mars 2007     | 52 %            | 48 %           |
| Ifop                | 22 mars 2007     | 53 %            | 47 %           |
| BVA                 | 22 mars 2007     | 54 %            | 46 %           |
| Ipsos               | 22 mars 2007     | 53 %            | 47 %           |
| CSA                 | 21 mars 2007     | 50 %            | 50 %           |
| LH2                 | 19 mars 2007     | 52 %            | 48 %           |
| Ifop                | 18 mars 2007     | 51,5 %          | 48,5 %         |
| Ipsos               | 18 mars 2007     | 52 %            | 48 %           |
| Sofres              | 17 mars 2007     | 54 %            | 46 %           |
| BVA                 | 17 mars 2007     | 51 %            | 49 %           |
| Ipsos               | 15 mars 2007     | 53 %            | 47 %           |
| CSA                 | 14 mars 2007     | 53 %            | 47 %           |
| LH2                 | 12 mars 2007     | 52 %            | 48 %           |
| Sofres              | 12 mars 2007     | 52 %            | 48 %           |
| Ipsos               | 11 mars 2007     | 53,5 %          | 46,5 %         |
| BVA                 | 8 mars 2007      | 53 %            | 47 %           |
| Ipsos               | 8 mars 2007      | 53 %            | 47 %           |
| CSA                 | 7 mars 2007      | 53 %            | 47 %           |
| Sofres              | 5 mars 2007      | 54 %            | 46 %           |
| Ipsos               | 5 mars 2007      | 54,5 %          | 45,5 %         |
| LH2                 | 5 mars 2007      | 52 %            | 48 %           |
| Ipsos               | 1er mars 2007    | 53,5 %          | 46,5 %         |
| BVA                 | 1er mars 2007    | 53 %            | 47 %           |
| CSA                 | 28 février 2007  | 52 %            | 48 %           |
| Ifop                | 27 février 2007  | 52 %            | 48 %           |
| LH2                 | 26 février 2007  | 50 %            | 50 %           |
| Ipsos               | 26 février 2007  | 53 %            | 47 %           |
| Ifop                | 26 février 2007  | 50,5 %          | 49,5 %         |
| CSA                 | 21 février 2007  | 51 %            | 49 %           |
| BVA                 | 21 février 2007  | 52 %            | 48 %           |
| Ipsos               | 19 février 2007  | 54 %            | 46 %           |
| LH2                 | 19 février 2007  | 54 %            | 46 %           |
| Ifop                | 19 février 2007  | 53 %            | 47 %           |
| CSA                 | 17 février 2007  | 55 %            | 45 %           |
| Sofres              | 17 février 2007  | 55 %            | 45 %           |
| CSA                 | 15 février 2007  | 54 %            | 46 %           |
| BVA                 | 14 février 2007  | 53 %            | 47 %           |
| Ipsos               | 12 février 2007  | 53 %            | 47 %           |
| Ifop                | 12 février 2007  | 54 %            | 46 %           |
| LH2                 | 10 février 2007  | 53 %            | 47 %           |
| Ipsos               | 10 février 2007  | 54 %            | 46 %           |
| Sofres              | 9 février 2007   | 54 %            | 46 %           |
| BVA                 | 8 février 2007   | 52 %            | 48 %           |
| Ipsos               | 5 février 2007   | 53 %            | 47 %           |
| LH2                 | 3 février 2007   | 52 %            | 48 %           |
| Sofres              | 1er février 2007 | 53 %            | 47 %           |
| CSA                 | 31 janvier 2007  | 53 %            | 47 %           |
| Ipsos               | 29 janvier 2007  | 54 %            | 46 %           |
| LH2                 | 29 janvier 2007  | 51 %            | 49 %           |
| Ifop                | 25 janvier 2007  | 52 %            | 48 %           |
| Ipsos               | 22 janvier 2007  | 52 %            | 48 %           |
| Ifop                | 19 janvier 2007  | 52 %            | 48 %           |
| Sofres              | 18 janvier 2007  | 52 %            | 48 %           |
| CSA                 | 17 janvier 2007  | 51 %            | 49 %           |
| Ifop                | 15 janvier 2007  | 52 %            | 48 %           |
| Ipsos               | 8 janvier 2007   | 50 %            | 50 %           |
| Ifop                | 7 janvier 2007   | 49,5 %          | 50,5 %         |
| CSA                 | 3 janvier 2007   | 48 %            | 52 %           |

#### 2006
| Sondeur | Date              |                 |                |
| Sondeur | Date              | Nicolas Sarkozy | Ségolène Royal |
| ------- | ----------------- | --------------- | -------------- |
| Sondeur | Date              |                 |                |
| Ipsos   | 11 décembre 2006  | 50 %            | 50 %           |
| Ipsos   | 1er décembre 2006 | 51 %            | 49 %           |
| Ifop    | 30 novembre 2006  | 50 %            | 50 %           |
| Ifop    | 18 novembre 2006  | 49 %            | 51 %           |
| Ipsos   | 13 novembre 2006  | 50 %            | 50 %           |
| CSA     | 8 novembre 2006   | 49 %            | 51 %           |
| CSA     | 18 octobre 2006   | 48 %            | 52 %           |
| Ifop    | 13 octobre 2006   | 53 %            | 47 %           |
| Sofres  | 13 octobre 2006   | 53 %            | 47 %           |

### Autres hypothèses

#### Bayrou – Sarkozy
| Sondeur | Date                       |                 |                 |
| Sondeur | Date                       | François Bayrou | Nicolas Sarkozy |
| ------- | -------------------------- | --------------- | --------------- |
| Sondeur | Date                       |                 |                 |
| Ipsos   | 18 avril-19 avril 2007     | 52 %            | 48 %            |
| Ipsos   | 13 avril-16 avril 2007     | 54 %            | 46 %            |
| Ipsos   | 7 avril-10 avril 2007      | 53,5 %          | 46,5 %          |
| Ifop    | 13 février-15 février 2007 | 52 %            | 48 %            |

#### Bayrou – Royal
| Sondeur | Date                       |                 |                |
| Sondeur | Date                       | François Bayrou | Ségolène Royal |
| ------- | -------------------------- | --------------- | -------------- |
| Sondeur | Date                       |                 |                |
| Ifop    | 13 février-15 février 2007 | 54 %            | 46 %           |

#### Fabius – Sarkozy
| Sondeur | Date               |                 |                |
| Sondeur | Date               | Nicolas Sarkozy | Laurent Fabius |
| ------- | ------------------ | --------------- | -------------- |
| Sondeur | Date               |                 |                |
| Ifop    | 20-21 janvier 2005 | 57 %            | 43 %           |

#### Hollande – Sarkozy
| Sondeur | Date               |                 |                   |
| Sondeur | Date               | Nicolas Sarkozy | François Hollande |
| ------- | ------------------ | --------------- | ----------------- |
| Sondeur | Date               |                 |                   |
| Ifop    | 20-21 janvier 2005 | 53 %            | 47 %              |

#### Lang – Sarkozy
| Sondeur | Date               |                 |           |
| Sondeur | Date               | Nicolas Sarkozy | Jack Lang |
| ------- | ------------------ | --------------- | --------- |
| Sondeur | Date               |                 |           |
| Ifop    | 20-21 janvier 2005 | 54 %            | 46 %      |